# 善岡慧一
善岡 慧一（よしおか けいいち、1988年5月5日 - ）は、日本のピアニスト、編曲家。2020年からOfficial髭男dismでキーボード、トランペットのサポートメンバーとしても活動。メンバーの楢﨑誠とは大学時代の同級生。あだ名は「よっしー」。山口県生まれ。

## 経歴
5歳から11歳までピアノでクラシックを学び、独学でポップスを勉強。中学時代は吹奏楽部に入部し、ジャンルを問わず音楽に接する。
高校卒業後は島根大学教育学部音楽専攻に入学。楢﨑誠とは高校3年の2月に大学の実技試験会場で知り合う。
入学後、授業内容と自身が目指す夢との方向性の違いを感じ、1年で中退。中退後は松江市でアルバイトを転々し、大学の音楽イベントに助っ人として参加。その後ジャズを本場で学びたいと考え、アメリカ・イギリスへ渡る。
2010年(平成22年)
- YouTubeチャンネルを開設し、不定期でライブ配信・動画投稿を開始[8]。

2011年(平成23年)
- ドイツ・デュッセルドルフに渡り、ピアノバーやホテル等の演奏活動で腕を磨き、ポップス・ジャズ理論を独学で習得[3][6][9]。

2017年(平成29年)
- 楢﨑誠の知人と出会い、東京のミュージックバー開店の誘いを受け、帰国[3]。

2020年(令和2年)
- ミュージックバーで楢﨑誠と再会し、サポートメンバーのオファーを受ける[3]。
- オーディションを経て、3月からサポートメンバーとして活動を開始[3][10]。

### Official髭男dismサポートメンバー
- オファーを受けるまでバンドでの演奏経験は全く無かった[3]。
- オファー当時、アリーナ公演を控え藤原聡がボーカルに専念する場面でのキーボーディストを探していた[3]。
- 山陰中央新報の取材で「バーを開いた方に出会わなかったら、楢ちゃん(楢﨑誠)との再会もなかったと思う」と感慨深く語る[3]。